# Vigoulant
Vigoulant ist eine französische Gemeinde mit 99 Einwohnern (Stand: 1. Januar 2022) im Département Indre in der Region Centre-Val de Loire. Sie gehört zum Arrondissement La Châtre, zum Kanton La Châtre und zum Gemeindeverband La Châtre et Sainte Sévère.

## Lage
Die Gemeinde Vigoulant liegt an der Grenze zum Département Creuse, 17 Kilometer südsüdöstlich von La Châtre. Das Gemeindegebiet wird vom Bach Ruisseau du Moulin de Barre durchquert, im Nordosten und Norden verläuft das Flüsschen Palles, das zur Indre entwässert. Umgeben wird Vigoulant von den Nachbargemeinden Sainte-Sévère-sur-Indre im Nordwesten und Norden, Pérassay im Norden und Nordosten, Vijon im Osten, Tercillat im Süden sowie Sazeray im Westen.

## Bevölkerungsentwicklung
| Jahr                       | 1962 | 1968 | 1975 | 1982 | 1990 | 1999 | 2006 | 2013 | 2020 |
| Einwohner                  | 256  | 227  | 175  | 135  | 104  | 109  | 129  | 123  | 99   |
| Quellen: Cassini und INSEE |      |      |      |      |      |      |      |      |      |

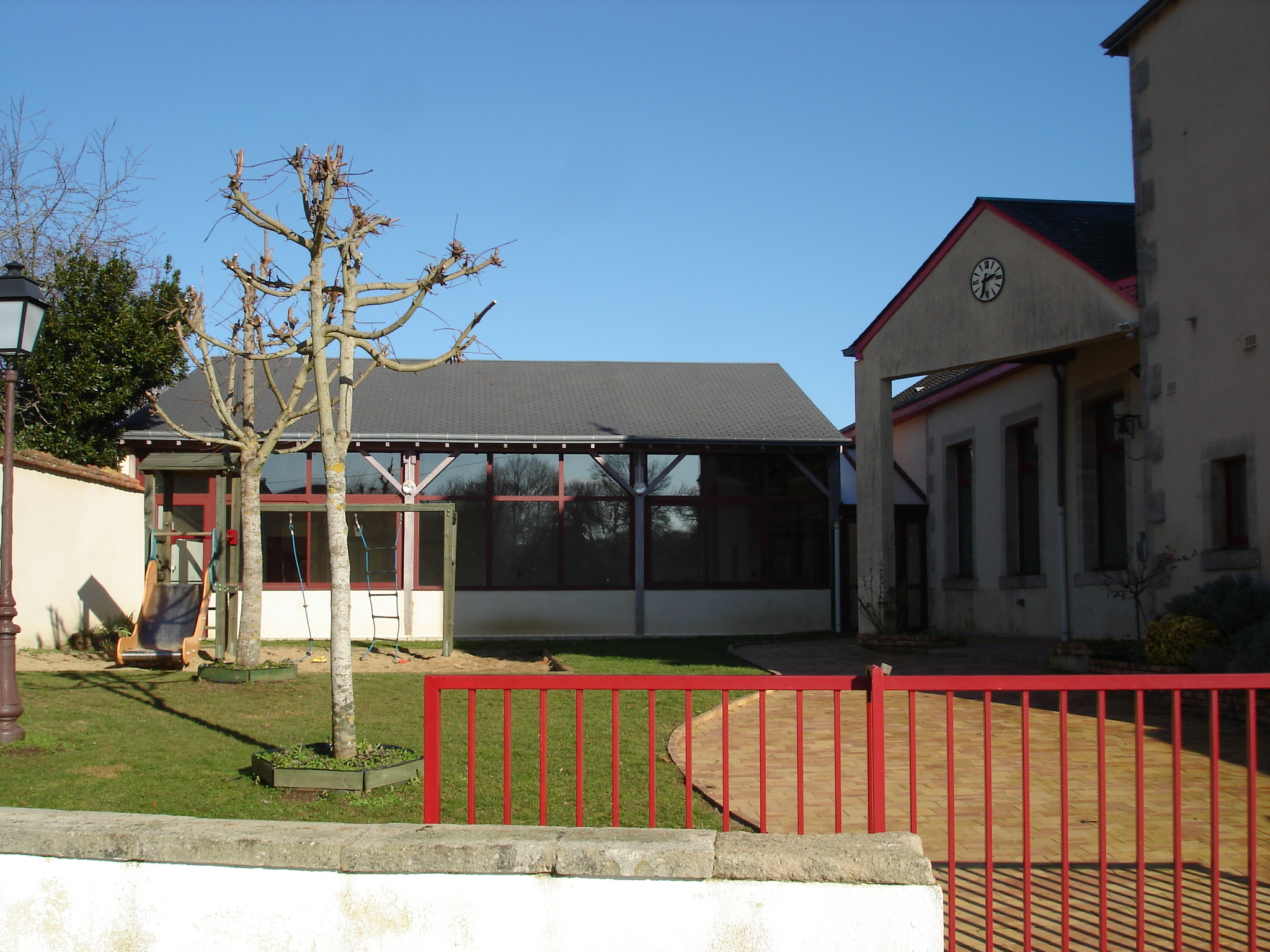
Schule
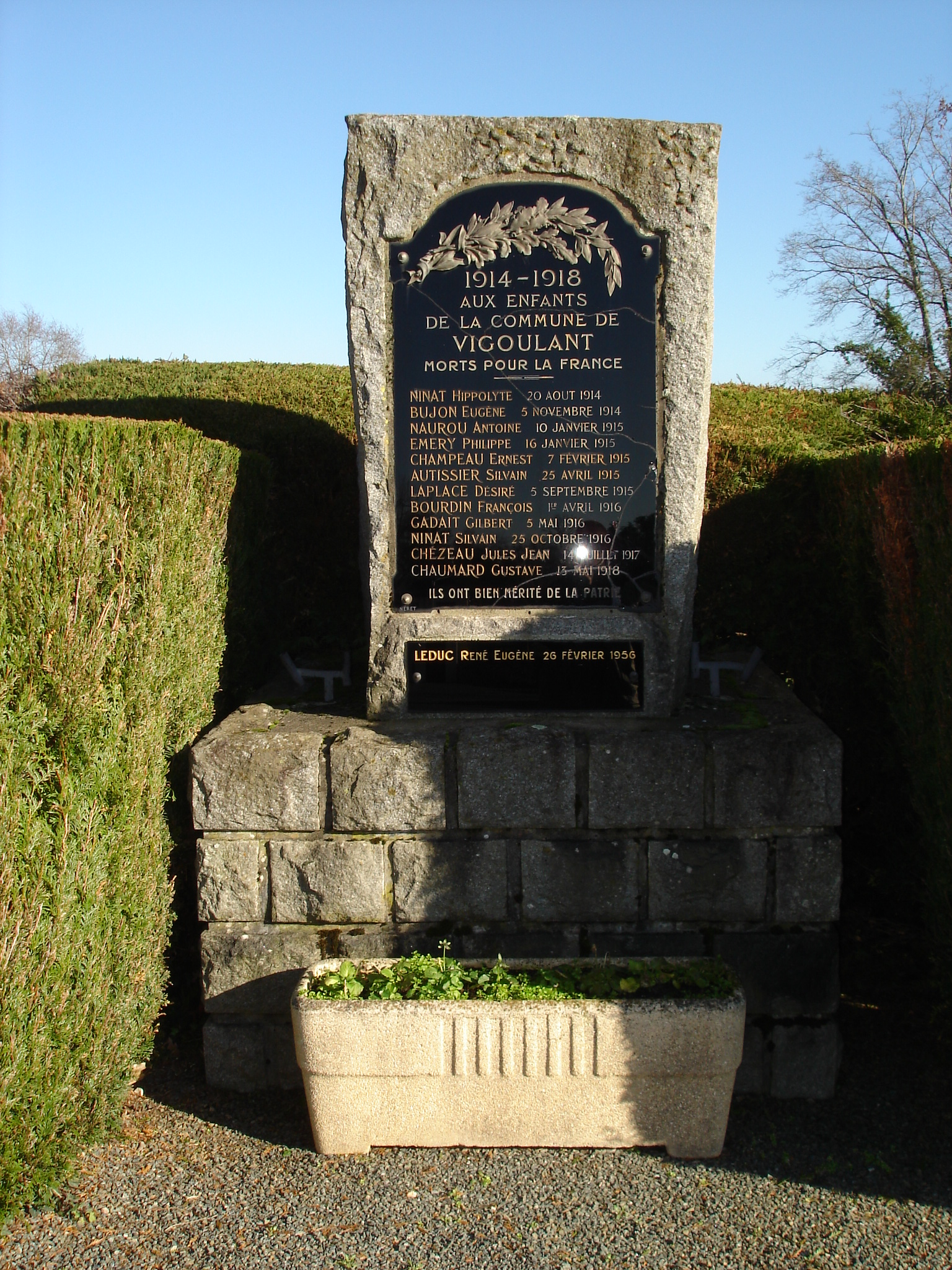
Gefallenendenkmal